# میدان نفتی اکوفیسک
میدان نفتی اکوفیسک (انگلیسی: Ekofisk oil field) از میدان‌های نفتی نروژ است، که در سال ۱۹۶۹ کشف شد و هم‌اکنون به‌طور متوسط روزانه معادل ۱۲۷ هزار بشکه نفت خام از این میدان تولید می‌شود.

## نگارخانه

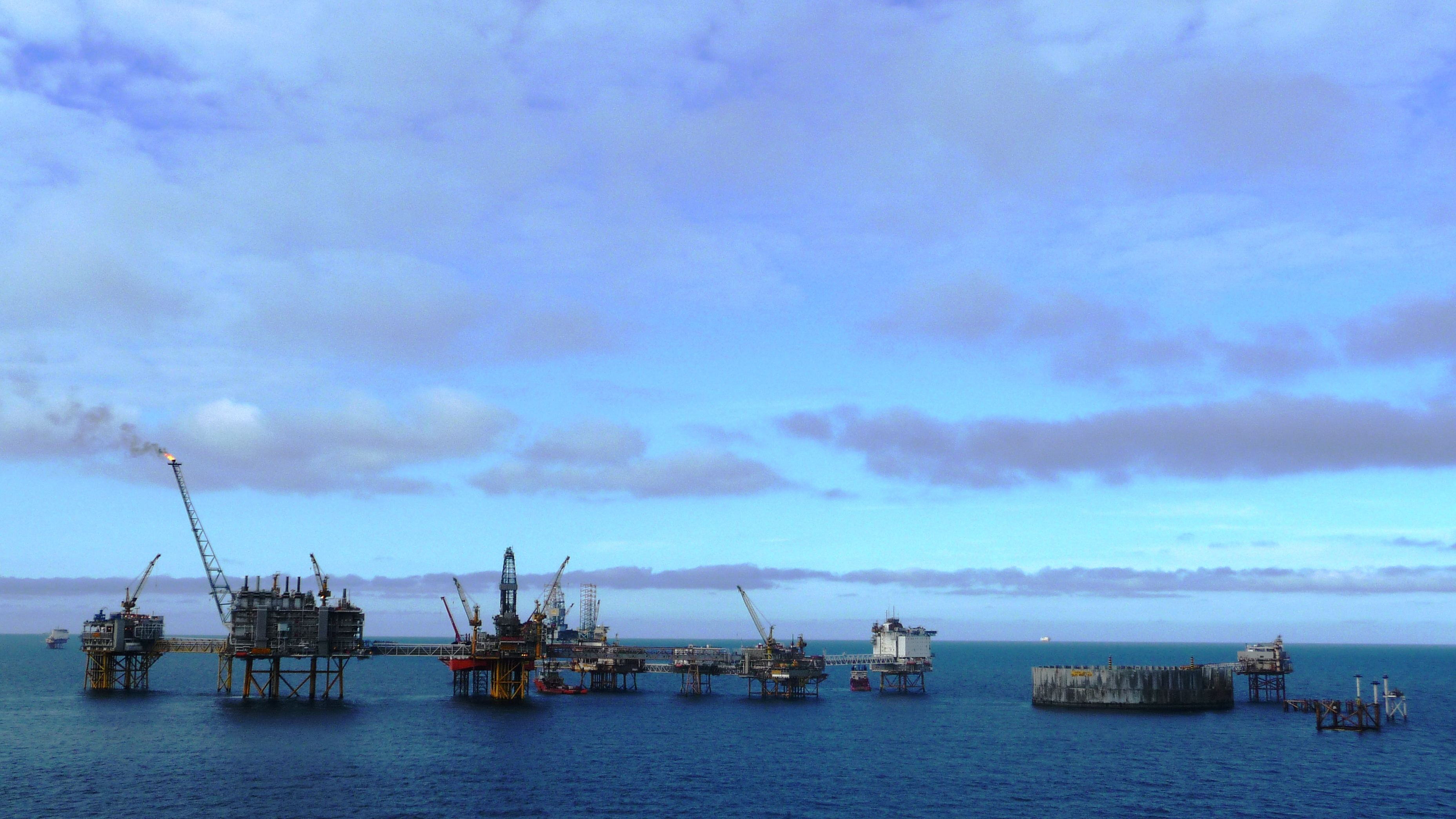
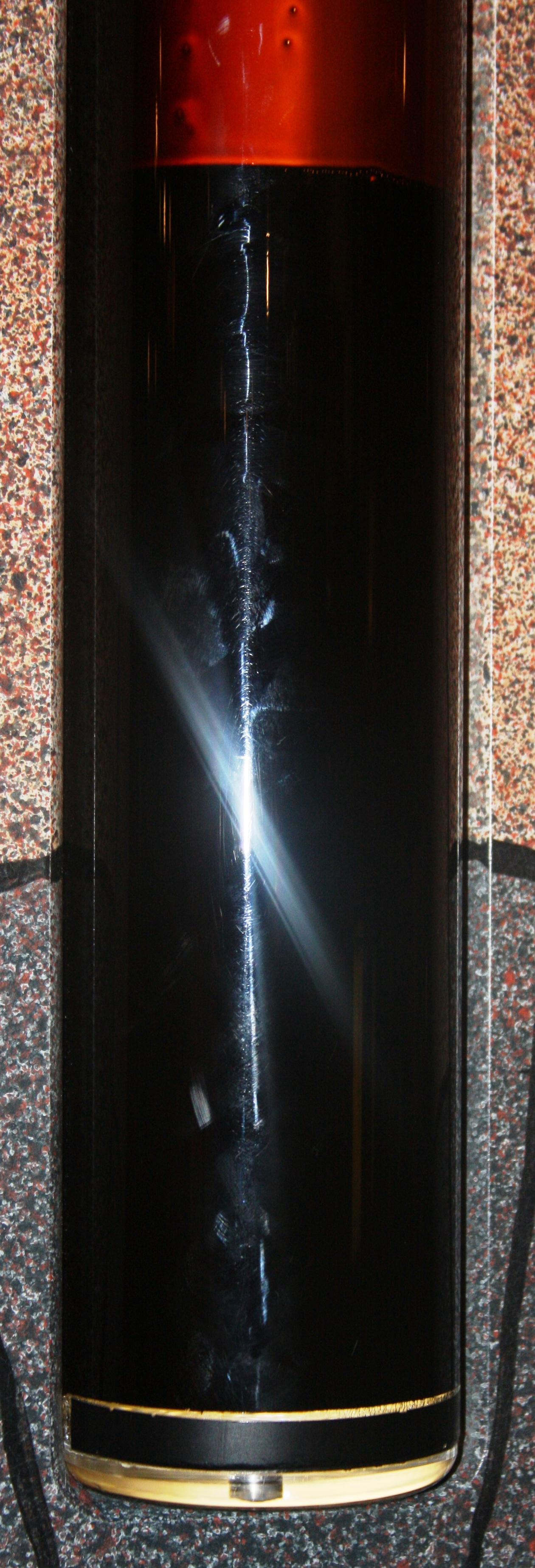